# Kamphaeng Phet (provincie)
Kamphaeng Phet is een Thaise provincie in het noorden van Thailand. In december 2002 had de provincie 768.130 inwoners, waarmee het de 31e provincie qua bevolking in Thailand is. Met een oppervlakte van 8607,5 km² en is daarmee de 22e provincie qua omvang in Thailand. De provincie ligt op ongeveer 358 kilometer van Bangkok. Kamphaeng Phet grenst aan Sukhothai, Phitsanulok, Phichit, Nakhon Sawan, Tak en ligt niet aan zee.

## Provinciale symbolen
|  | Het provinciale zegel toont de stadsmuur met een diamant op iedere kanteel. De provinciale vlag is horizontaal verdeeld in geel/rood/groen (1:2:1) met het rode provinciale zegel in het midden van de vlag. De provinciale boom is Acacia catechu (Thai: ต้นสีเสียด ton sie seijd). De provinciale bloem is Mimusops elengi (Thai: พิกุล phikun). |

## Klimaat
De gemiddelde jaartemperatuur is 28 graden. De temperatuur varieert van 15 graden tot 41 graden. Gemiddeld valt er 1524 mm regen per jaar.

## Politiek

### Bestuurlijke indeling
De provincie is onderverdeeld in 9 districten (Amphoe) en 2 subdistricten (King Amphoe).
| Amphoe 1. Kamphaeng Phet 2. Sai Ngam 3. Khlong Lan 4. Khanu Woralaksaburi 5. Khlong Khlung 6. Phran Kratai 7. Lan Krabue 8. Sai Thong Watthana 9. Pang Sila Thong | King Amphoe 1. Bueng Samakkhi 2. Kosamphi Nakhon |  |

## Prestatie-index
United Nations Development Programma (UNDP) in Thailand heeft sinds 2003 voor subnationaal niveau een Index van de menselijke prestatie (Human Achievement
Index - HAI) gepubliceerd op basis van acht belangrijke gebieden van de menselijke ontwikkeling. Provincie Kamphaeng Phet neemt met een HAI-waarde van 0,6056 de 62e plaats in op de ranglijst. Tussen de waarden 0,5214 en 0,607 is dit "laag".
| Hoofdgroep                    | Aantal graadmeters | Ranglijst |
| ----------------------------- | ------------------ | --------- |
| Volksgezondheid               | 7                  | 76e       |
| Onderwijs                     | 4                  | 69e       |
| Werkomstandigheden            | 4                  | 30e       |
| Huishoudelijk inkomen         | 4                  | 33e       |
| Huisvesting en leefomgeving   | 5                  | 9e        |
| Familie- en gemeenschapsleven | 6                  | 40e       |
| Transport en communicatie     | 6                  | 55e       |
| Deelname aan politiek, enz.   | 4                  | 37e       |